# Saint-André-de-Ramières
Saint-André-de-Ramières est un hameau de Gigondas, situé sur la rive gauche de l'Ouvèze. Il doit son existence à un prieuré de l'abbaye de Montmajour, placé sous le vocable de Saint-André au VIIe siècle. L'installation sur place de moniales cartusiennes venues de Prébayon fit regrouper autour de leur monastère une communauté laïque à partir du début du XIIIe siècle. La chartreuse et le village furent pillés et laissés en ruines lors des guerres de religion. Le début du XVIIIe marqua la fin de la présence des moniales. Les Ramières furent dès lors sous la gouverne des évêques d'Orange qui en firent une de leurs résidences jusqu'à la révolution française. C'est actuellement le siège d'un important groupe viti-vinicole.  

## Géographie

### Hydrographie
Le hameau se situe sur la rive gauche de l'Ouvèze. 

### Accès
Au départ de Sablet vers Violès : vieux chemin de Sablet. 
Au départ de Gigondas : chemin de saint-Côme à Saint-André. 

### Sismicité
Les cantons de Bonnieux, Apt, Cadenet, Cavaillon, et Pertuis sont classés en zone Ib (risque faible). Tous les autres cantons du département de Vaucluse, dont celui de Beaumes-de-Venise, sont classés en zone Ia (risque très faible). Ce zonage correspond à une sismicité ne se traduisant qu'exceptionnellement par la destruction de bâtiments.

### Climat
Le climat de ce terroir est soumis à un rythme à quatre temps : deux saisons sèches (une brève en hiver, une très longue et accentuée en été), deux saisons pluvieuses, en automne (pluies abondantes et brutales) et au printemps. Sa spécificité est son climat méditerranéen qui constitue un atout exceptionnel :
- Le mistral assainit le vignoble ;
- La saisonnalité des pluies est très marquée ;
- Les températures sont très chaudes pendant l'été[3].

## Histoire
Ce lieu, aujourd'hui, réduit à un simple hameau, de la commune de Gigondas, a une histoire qui lui est bien spécifique. Une station préhistorique datant du Néolithique moyen a été mise au jour dans les vignes de Saint-André.
Vers 1120, Rostang III, évêque de Vaison, donna à Notre-Dame de Nazareth, son église cathédrale, un manse qui comprenait une vigne sise à Gigondas, près de l'Ouvèze : « Petro vero Alberto Gigundatis pro vinea quoe sita est juxta viam publicam est inter (... otam)) episcopalem et fluvium Ovicœ solidis ordo dedit. ».  Ce vignoble jouxtait le prieuré de Saint-André-de-Ramières, que l'abbaye de Montmajour y possédait depuis le VIIe siècle. À partir de 1228, date à laquelle les moniales délaissèrent Prébayon, pour descendre au prieuré Saint-André, Ramières devint un village d'importance construit à proximité de la nouvelle chartreuse. 
La principauté d'Orange, fondée en 1180, comprenait les communautés de Causans (aujourd'hui, partie de Jonquières), Châteauneuf-Redortier (aujourd'hui, partie de Suzette), Courthézon, Derboux (aujourd'hui, partie de Mondragon), Gigondas, Jonquières, Montmirail (aujourd'hui, partie de Gigondas), Orange, Suzette, Saint-André-de-Ramières et Violès. Saint-André-de-Ramières dépendait donc du Saint-Empire romain germanique et de son empereur. Pourtant, quand fut fondé le Comtat Venaissin, ce fut là, que le 5 février 1274, les délégués des Ramières et ceux de Sablet (où se trouvait Prébayon) se retrouvèrent pour prêter serment de fidélité au pape Grégoire X entre les mains du recteur du Comtat, Guillaume de Villaret, Grand Prieur des hospitaliers de Saint-Gilles. Saint-André-de-Ramières fut dès lors une enclave pontificale en principauté.
Ce fut seulement au XVIe siècle, que le monastère de Saint-André et la communauté des Ramières reconnurent le prince d'Orange comme souverain et lui prêtèrent hommage. Ce qui n'empêcha pas le monastère d'être brûlé par les huguenots en 1563. 

Vestiges de l'ancienne chartreuse et de la résidence épiscopale
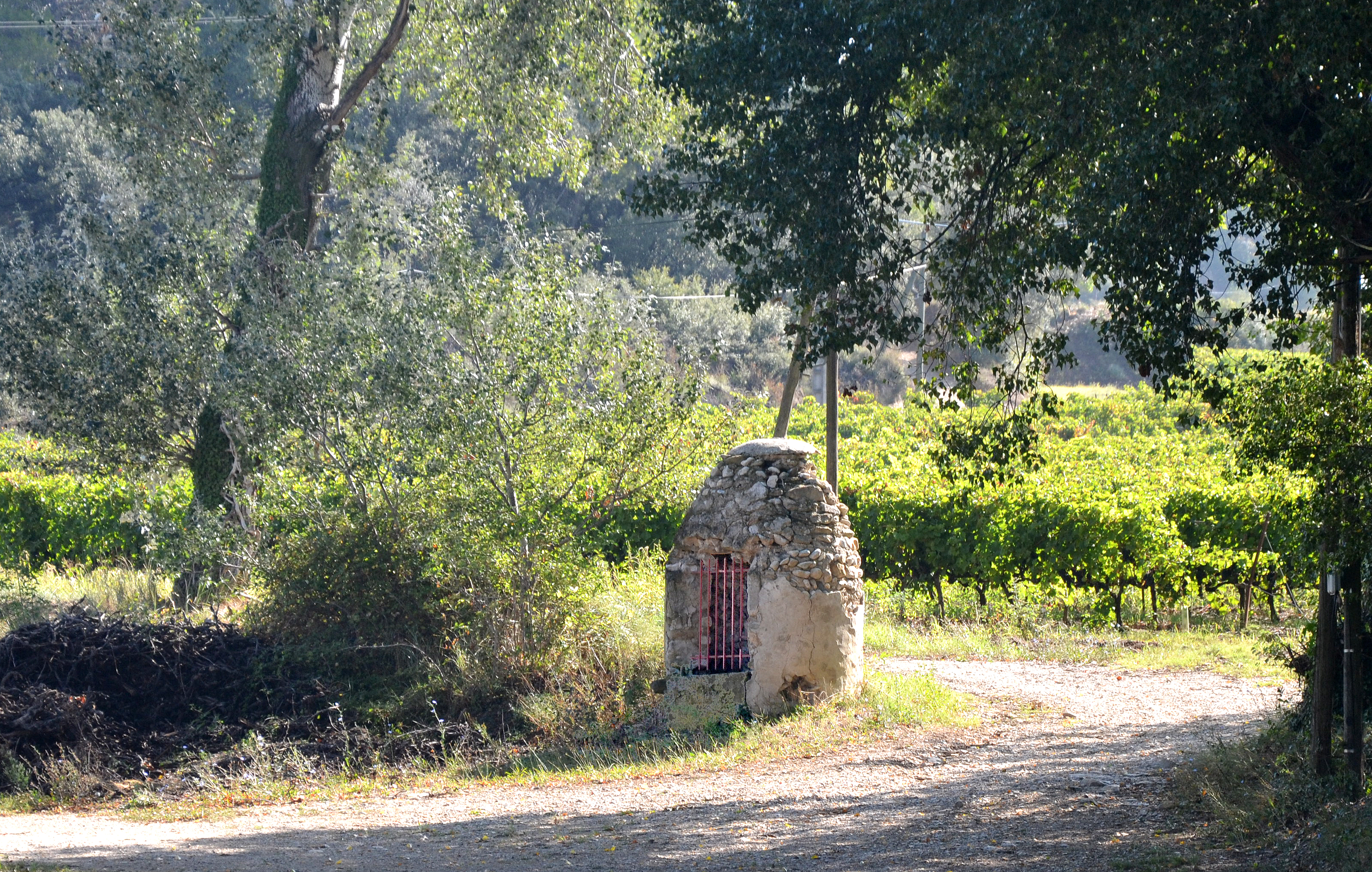
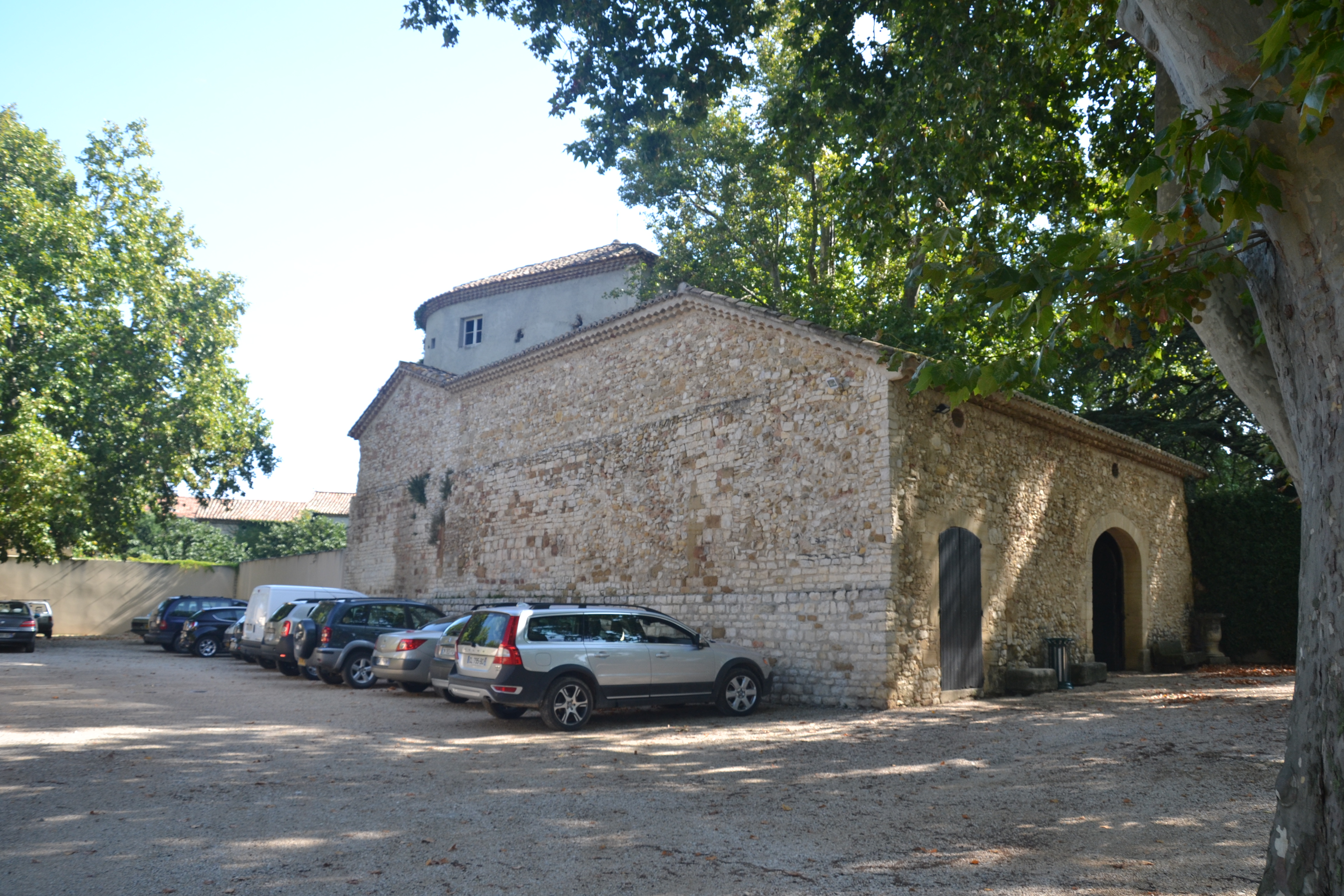

En 1713, après la signature du traité d'Utrecht réglant le sort de la principauté d'Orange, Saint-André fut rattaché au royaume de France. Le monastère vit une partie de ses bâtiments s'écrouler en 1720. Progressivement désertée des dernières religieuses, il est alors fermé en février 1734, sur ordre de Louis XV. Les derniers évêques d'Orange firent de l'ancien monastère leur résidence de campagne. François-André de Tilly, évêque d'Orange, en mai 1774, se démit de son diocèse pour se retirer à Saint-André-de-Ramières où il mourut le 29 juillet 1775. 
Cette résidence épiscopale fut vendue comme Bien National à la Révolution Française. Ce fut en 1790 que le territoire communal de Violès fut augmenté de la partie de celui de la chartreuse de Saint-André-de-Ramières, située sur la rive droite de l'Ouvèze. 
Jusqu'au milieu du XIXe siècle, le Bois des Dames, ancien vignoble historique des chartreuses de Prébayon et de Saint-André-de-Ramières, et celui de Velages constituaient une importante réserve forestière. Ces lieux ont été à nouveau défrichés et transformés en vignobles. Ce terroir viticole a reçu l'AOC plan-de-dieu (côtes-du-rhône villages) depuis 2005. À la même période, dans les années 1850, seul un bac permettait de traverser l'Ouvèze au sud du hameau.

## Activité
Actuellement, le hameau est le siège d'un important domaine viticole, les Vignobles de Saint-André qui se veulent héritiers de la chartreuse de Saint-André-de-Ramières. Ils regroupent un vaste terroir de parcelles sur l'ensemble de l'AOC Gigondas qui s'étend de l'Ouvèze jusqu'au cœur des Dentelles de Montmirail. Ce domaine fondé par Gabriel Rey est dirigé, depuis 1994 par Françoise Rey. Il produit exclusivement des vins rouges de haute qualité. 

Caves de vinification et de vieillissement des vignobles Saint-André
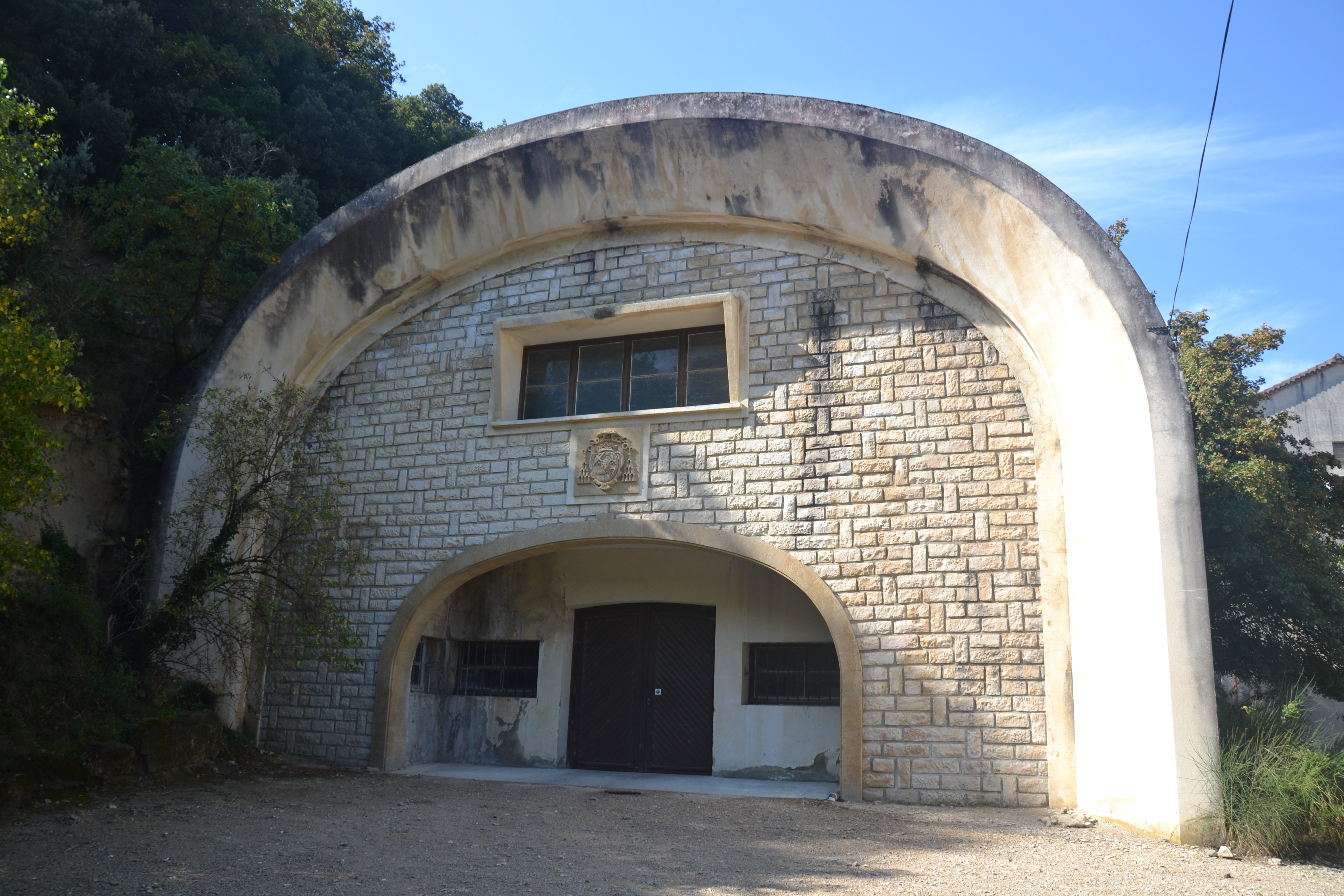

## Patrimoine archéologique

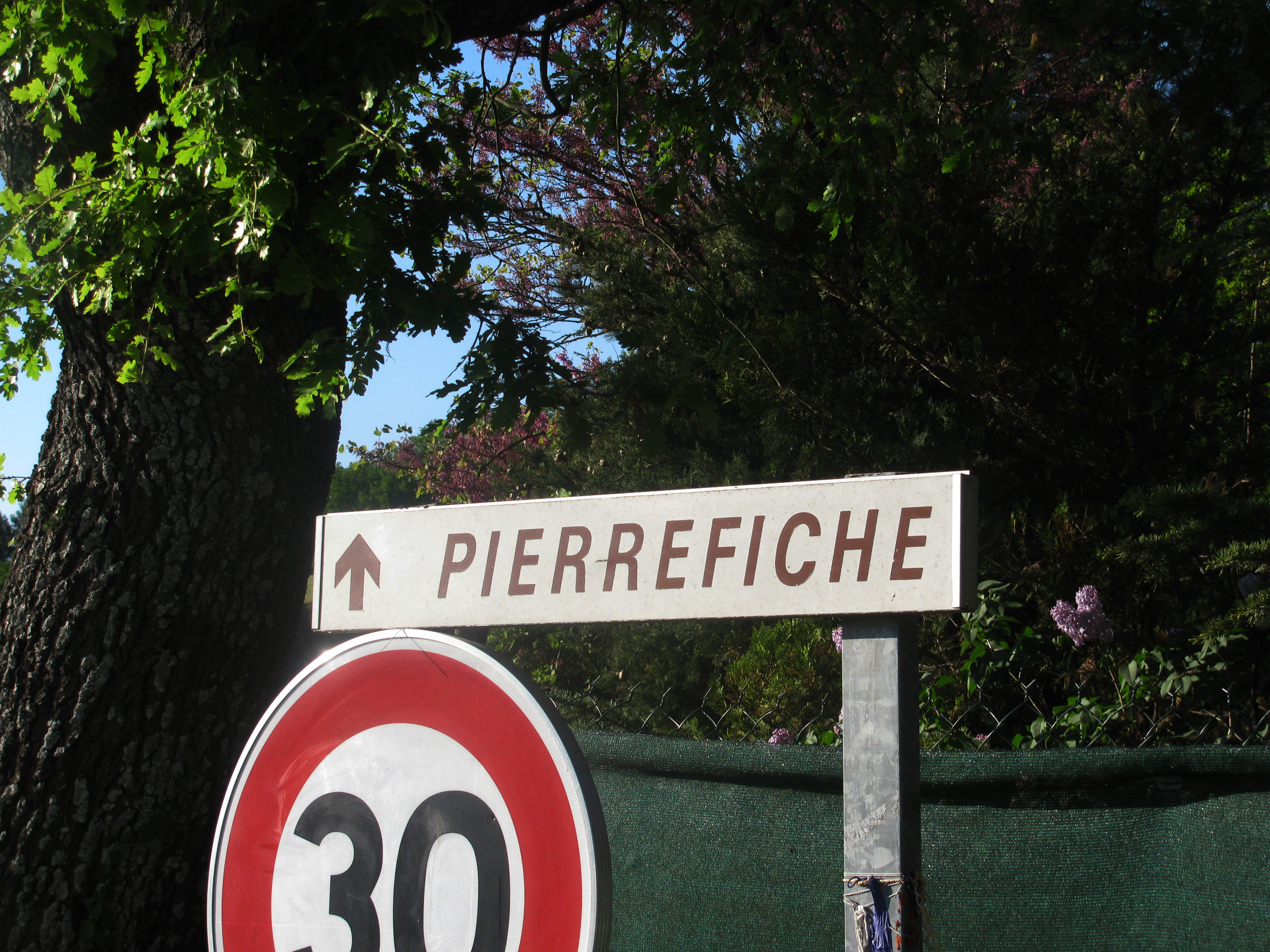
Hameau de Pierrefiche à Apt

Les derniers vestiges de la chartreuse Saint-André sont encore visibles dans le vignoble actuel.
À la fin du XVIIe siècle, la chartreuse reçut en dépôt une inscription funéraire gallo-romaine à la mémoire d'Orbia Maximillia, flamine du temple d'Auguste à Apta Julia. Cette plaque épigraphe avait été découverte en 1684, sur la Voie Domitienne descendant de Céreste vers la vallée du Calavon, près du lieu-dit Pierrefiche, et était surmontée d'une obélisque. D'après Joseph-François de Rémerville, elle avait été d'abord entreposée à l'abbaye de Sainte-Eusèbe ou dans son prieuré Saint-Donat à Saignon.